# Microdon mutabilis
Genre
Synonymes
- Musca mutabilis Linnaeus, 1758
- Aphrites mutabilis (Linnaeus, 1758)

Microdon mutabilis est une espèce d'insectes diptères de la famille des Syrphidae. Il s'agit de l'espèce-type du genre Microdon. Cette espèce paléarctique, très localisée, est myrmécophile, ses larves étant inféodées aux fourmis des genres Formica et Lasius, dont elles mangent le couvain.

## Description
L'imago Microdon mutabilis, d'une longueur de 8 à 12 mm, est entièrement d’un brun-noir ou d’un vert métallique sombre et largement couvert d’une courte pilosité dorée, plus longue et rousse à bronze sur le thorax et courte sur l’abdomen. Ses antennes sont globalement noires ; le premier article, plus long que les deux autres réunis, et le deuxième tirant plus sur le brun-roux. Ses pattes sont rousses et munies de fémurs brun-noir. Les tibias, quant à eux, sont couverts d’une pilosité courte et dorée. Les ailes sont claires ou légèrement enfumées, parfois brunies le long des nervures, ces dernières étant jaunâtres dans leur première moitié.
Microdon mutabilis est morphologiquement très proche de l'espèce cryptique Microdon myrmicae, cette dernière ayant été décrite en 2002. M. mutabilis est plus grande, M. myrmicae ne dépassant pas 10 mm de long ; M. myrmicae porte un scutellum bronze et jamais roux, celui de M. mutabilis allant du roux au bronze. Cependant, les différences physiques entre les imagos ne sont pas assez fiables et seules les caractéristiques morphologiques de leur pupe permettent une identification précise. Ces deux espèces peuvent se déterminer grâce à leur court pterostigma, de 2 à 2,5 fois plus long que la marge alaire située entre les fins des nervations R1 et R2+3. En Europe, des espèces proches telles que M. devius et M. analis ont un pterostigma au moins 3 fois plus long que la marge alaire citée et un scutellum jamais roux,,. 
Les pupes de Microdon mutabilis et M. myrmicae ont toutes deux une surface lisse et glabre, ne présentant pas d'épines. Elles se distinguent essentiellement par leurs appendices respiratoires avant brun-orangés. Ils sont plus courts que leur diamètre basal chez M. mutabilis et plus longs chez M. myrmicae,. 

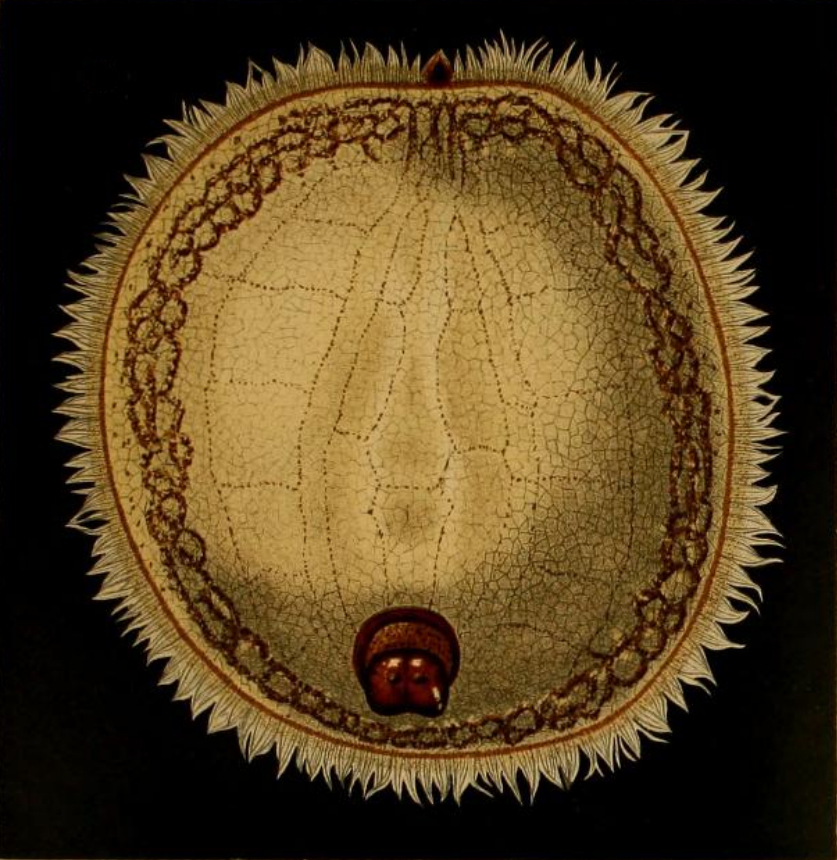
Vue dorsale d'une larve de Microdon mutabilis

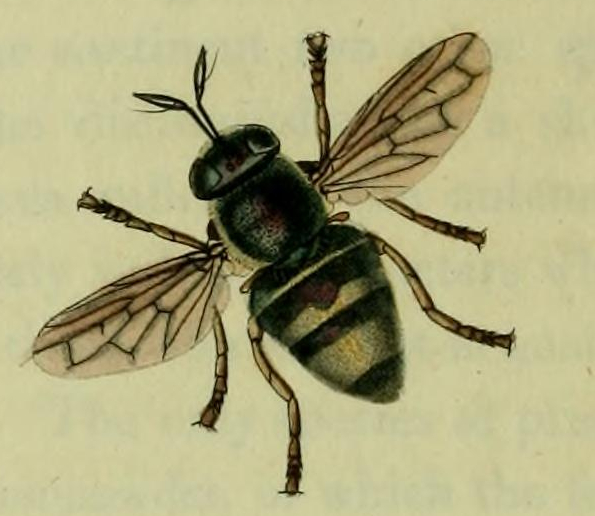
Microdon dont le scutellum noir ne permet pas de différencier les espèces Microdon mutabilis et M. myrmicae (illustration de John Curtis, 1836)

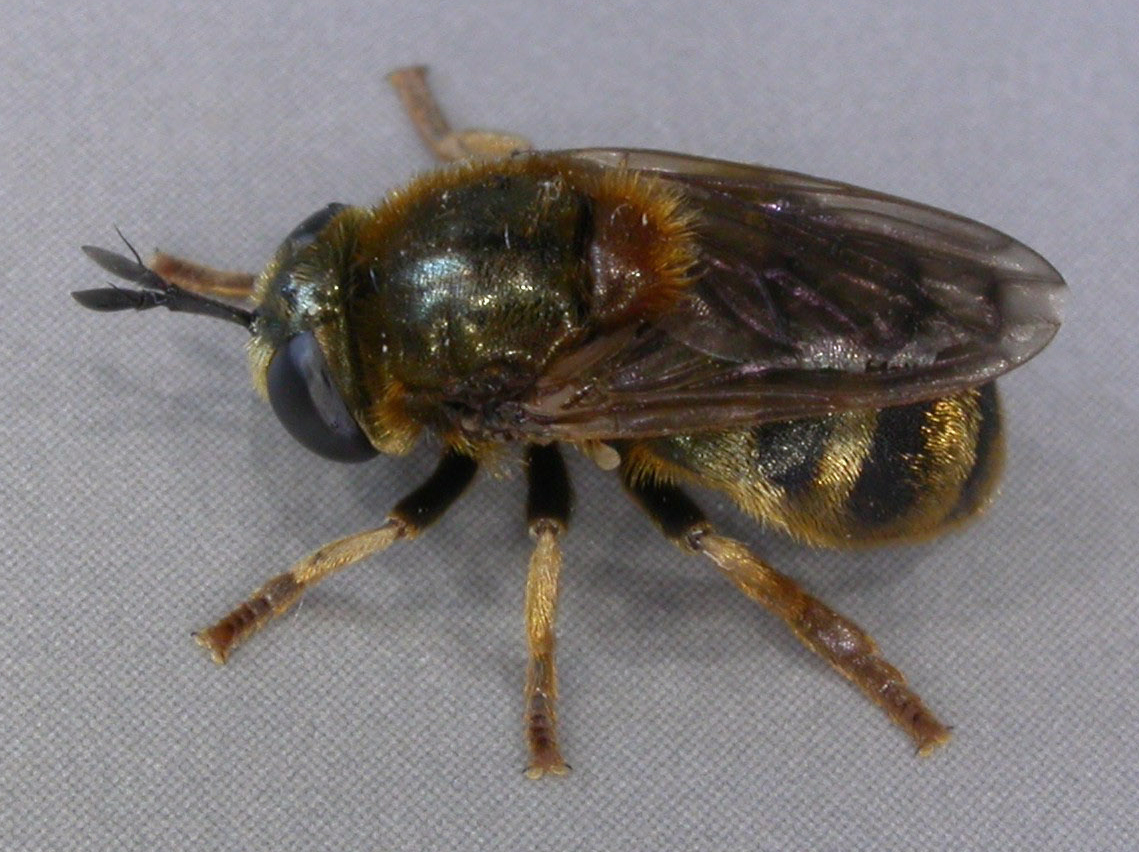
Microdon mutabilis dont le scutellum roux permet de le différencier de M. myrmicae (Pays de Galles)

## Écologie
Microdon mutabilis affectionne les terrains dégagés au sol sec et à la végétation clairsemée, où la présence de pierres permet l'établissement de fourmilières sur une longue période. Il s'agit de landes, d'anciennes prairies permanentes, de clairières et de forêts ouvertes herbeuses. 
Les imagos, visibles de mai à juillet en Europe, volent généralement à basse altitude au-dessus de la végétation, dans les clairières, le long des sentiers boisés, ou dans les pâturages découverts. Les mâles planent à 1 à 3m du sol et s'installent fréquemment sur les pierres ou les sols nus.
Peu de données existent à propos des mœurs floricoles de M. mutabilis. L’orchidée Ophrys fuciflora serait pollinisée par les mâles qui tentent de s'accoupler, ses fleurs mimant de façon caractéristique les espèces européennes du genre Microdon.

## Éthologie
Les larves de M. mutabilis sont des parasites sociaux, se nourrissant de couvain de fourmis au sein des fourmilières de cinq espèces de fourmis appartenant à deux genres, dont Formica lemani, Formica fusca et Formica rufa et une espèce du genre Lasius. Chaque micro-population de M. mutabilis est localement inféodée à une seule espèce-hôte et à une population particulière. M. myrmicae, quant à elle, est plus spécifiquement inféodée à Myrmica scabrinodis. 
Les femelles M. mutabilis pondent leurs œufs à l'entrée de la fourmilière. Ils sont ensuite pris en charge par les ouvrières les considérant comme leurs propres œufs. Une fois née, la larve se nourrit des œufs et larves de ses hôtes et vit à l'intérieur de la fourmilière durant une à deux années. Une fois émergé de sa pupe, l'adulte  ne vit, quant à lui, que quelques semaines.
Les femelles M. mutabilis se dispersent rarement à plus de quelques centaines mètres de leur fourmilière hôte d'origine et pondent principalement dans celle-ci et ses voisines immédiates. Il semble que pour réaliser l'intégration sociale, les œufs de M. mutabilis imitent les phéromones cuticulaires employées par la colonie hôte de leur mère ; si étroitement, qu'ils ont une faible probabilité de survie dans des colonies éloignées de plus de 300 m. La durée de vie des œufs avant prise en charge est de 3 jours tout au plus, suggérant que le mimétisme phéromonal est d'origine maternelle et non une production propre. Les espèces de fourmis polygyne-polydôme à développement par bourgeonnement, à l'instar des supercolonies, procurent une stabilité et une acceptation phéromonales accentuées, permettant une coévolution très localisée avec M. mutabilis. De même, les modes de vie très localisés des myrmécophyles parasites conduisent à une forte sélection de leurs caractères physiologiques et comportementaux et induisent une spéciation cryptique, d'où la description de nouvelles espèces telles que M. myrmicae. 
Une autre espèce de diptère, Lonchaea albitarsis, peut être rencontré dans des conditions analogues à celles de M. mutabilis.

## Distribution
Les espèces de fourmis parasitées par M. mutabilis comptent, pour certaines, parmi les plus abondantes et les plus répandues du continent européen. En revanche, M. mutabilis forme de petites populations extrêmement localisées qui persistent généralement pendant de nombreuses générations sur les mêmes petites parcelles (souvent moins de 0,1 ha).
Microdon mutabilis est une espèce paléarctique présente de la côte atlantique à la côte pacifique. 
Elle se rencontre sur l'ensemble des pays européens, de la Fennoscandie au sud de la péninsule ibérique et de la Méditerranée; de l'Irlande à travers la majeure partie de l'Europe, jusque dans les régions européennes de la Russie,. En France, elle est présente sur l'ensemble du territoire continental, y compris les plaines et moyenne-montagnes,. 
Cependant, ces données doivent maintenant être considérées comme peu fiables, car elles se basent presque exclusivement sur des spécimens collectés à l'âge adulte qui ont été déterminés avant la description récente de M. myrmicae. Les seules données de Microdon mutabilis stricto sensu proviennent de Grande-Bretagne et d'Irlande. Une réévaluation complète de la répartition de M. mutabilis est actuellement de mise.
Microdon mutabilis est classée comme « espèce patrimoniale rare » dans la liste rouge du Royaume-Uni.